# Irodo
L'Irodo è un fiume che scorre nel Madagascar nord-orientale.
Sorge dal versante orientale del massiccio della Montagna d'Ambra e sfocia nella Baia Mahalevona, nell'Oceano Indiano.